# Schweizer Goldschrecke
Die Schweizer Goldschrecke (Podismopsis keisti) ist eine Kurzfühlerschrecke aus der Familie der Feldheuschrecken (Acrididae). Als Endemit kommt sie in einem sehr begrenzten Verbreitungsgebiet in den Schweizer Churfirsten vor. Es handelt sich um die einzige Heuschreckenart, die in der Schweiz endemisch ist.

## Merkmale
Die Schrecken erreichen eine Körperlänge von 14 bis 16 Millimetern (Männchen) bzw. 22 bis 26 Millimetern (Weibchen). Männchen sind goldbraun gefärbt, wobei die obere Hälfte des Halsschilds und die Kopfoberseite meist dunkel getönt bis schwarz sind. Die Halsschild-Seitenkiele sind deutlich nach innen gebogen. In der Seitenansicht sind die Flügel im ersten Drittel leicht aufgewölbt und reichen ungefähr bis zum dritten Viertel der Hinterschenkel, erreichen dennoch nicht das Hinterleibsende. Die, im Vergleich zum Männchen, deutlich massigeren und größeren Weibchen sind farblich sehr variabel, von meist goldgelb, silbergrau bis zu braun, grünlichbraun, mit dunklen Stellen an den Hinterleibsseiten. Die schuppenförmigen Flügel laufen am Hinterrand in eine Spitze aus. Sie erreichen ungefähr die Länge des Halsschilds. Die Hinterschienen sind beim Männchen schwefelgelb und beim Weibchen orangerot. Die Legeröhrenklappen sind kurz und kompakt.
Die Art ist morphologisch sehr ähnlich zu anderen Arten der Gattung, die ebenfalls nur kleine Reliktareale besiedeln: Podismopsis styriaca aus der österreichischen Steiermark, Podismopsis relicta vom Balkan aus dem Grenzgebiet zwischen Montenegro und Kosovo und Podismopsis transsylvanica aus den rumänischen Südkarpaten. Eine sichere Bestimmung ermöglichen der Epiphallus und die Valven des Aedeagus der Männchen.

## Verbreitung
Podismopsis keisti kommt ausschließlich auf einigen Gipfeln wie dem Gamser- und Chäserrugg in den Churfirsten in Höhen von 1600–2250 m vor. Die Schweizer Goldschrecke ist somit die einzige endemische Heuschrecken-Art der ganzen Schweiz.
Im Jahr 2016 wurde durch Stève Breitenmoser eine Population einer Podismopsis-Art abseits davon, in der Gemeine Hasliberg im Kanton Bern neu gefunden, deren Zugehörigkeit zur Art aber derzeit noch ungeklärt ist.

## Lebensweise
Podismopsis keisti hält sich gerne in niedriger Vegetation wie z. B. in Zwergstrauchheiden, und am Boden in Alpweiden auf. Die Männchen wandern umher und tragen ihre kurzen Verse in undefinierten Abständen vor. Die Weibchen halten sich eher versteckt.

## Gesang
Die mäßig lauten, deutlich anschwellenden Verse dauern eine knappe Sekunde und bestehen aus 5–14, meist 10–11 Silben. Sie werden in Abständen von zwei bis vier Sekunden regelmäßig wiederholt vorgetragen und tönen wie «sesesesesesesese». Die Goldschrecke singt auch bei bedecktem Wetter. Der Gesang kann mit Chrysochraon dispar und Chorthippus parallelus verwechselt werden.

## Gefährdung
Die Art ist in der Schweizer Roten Liste in der Kategorie stark gefährdet (endangered) aufgeführt. In der europäischen Roten Liste ist sie als gefährdet (vulnerable) aufgeführt.
Gefährdet ist die Art aufgrund ihres sehr kleinen Verbreitungsgebiets. Trotz extensiver Bewirtschaftung und Skitourismus in der Region ist die Art noch „relativ“ häufig anzutreffen, die Bestände werden derzeit als stabil eingeschätzt. Langfristig könnte sich die klimatische Erwärmung als ernsthafte Gefahr für die Population auswirken, da die Gipfel der Churfirsten kaum weitere Rückzugsorte in höhere Lagen bieten können.

## Taxonomie und Systematik
Die Art wurde in den 1980er Jahren durch das Ehepaar Lotti und Bruno Keist entdeckt und 1989 durch den Schweizer Entomologen und Heuschrecken-Spezialisten Adolf Nadig (1910–2003) als Chrysochraon (Podismopsis) keisti, nach diesen benannt, erstbeschrieben. Die frühere Goldschrecken-Untergattung Podismopsis wird heute überwiegend als eigenständige Gattung aufgefasst.
Die Gattung Podismopsis umfasst knapp 40 Arten (Stand 2020) mit Verbreitungsschwerpunkt in Ostasien. In Europa kommen fünf Arten der Gattung vor, alle mit kleinem Verbreitungsgebiet nur in Gebirgen oberhalb etwa 1800 m. Die europäischen Arten sind morphologisch und genetisch kaum differenzierbar und offenbar untereinander sehr nahe verwandt. Vermutlich gehen sie auf eine im Eiszeitalter weit verbreitete, gemeinsame Stammart zurück.